# 警察游戏
是一部2014年警察搭檔动作喜剧片，由路克·格林菲尔德导演，路克与尼古拉斯·托马斯联合编剧。主演杰克·约翰森和小戴蒙・韋恩斯在片中假扮两名洛杉矶警察。由妮娜·杜波夫、罗伯·里格尔和基冈-迈克尔·基联合出演，影片于2014年8月13日上映。

## 剧情
苦苦挣扎的电子游戏设计师贾斯汀·米勒（威尔斯饰）和无业游民、完蛋的校队四分卫莱恩·奥马利（约翰逊饰）是一对好朋友，两人回想起他们曾做过的约定：如果到了三十岁还不能在洛杉矶“幹一票大的”，就搬回哥伦布老家。离开酒吧时，两人的车子被满面杀气的阿尔巴尼亚人开SUV给撞了，撞车党还威胁两人不要想着报仇。
贾斯汀想要推出一款关于警察的电子游戏，但这个想法被他的老板粗暴地驳回。后来，莱恩说服他穿上表演时穿的警服去参加他们的大学同学聚会。到了同学会上，他们碰到了许多事业有成的同学，这让两人倍感失敗，因此，他们互相决定兑现约定。之後，当他们步行回家时，便決定把自己当成真正的警察，好好享受这份乐趣。这让贾斯汀最终受到当地小餐馆乔杰（Georgie's）的女服务员乔茜的关注。
莱恩决定把这个恶作剧继续搞下去。他在YouTube上学了警察的手续，买了一辆二手警车，用贴花把它改成一辆真正的洛杉矶警察局用车。尽管不情愿，贾斯汀还是同意继续演戏，此时他开始和乔茜展开交往。萊恩报复了撞他车的阿尔巴尼亚人，但不知道他们实际上是敲诈乔杰餐馆的流氓。搞了许多恶作剧后，莱恩和贾斯汀在接到巡警席格的呼叫后决定收手。这次经历吓到了贾斯汀，他认为一旦被揭穿，可能会面临严重的监禁时间。他试图“退休”，但乔茜打电话告诉他自己在工作时经常遭到一名男子的骚乱。这个男人就是阿尔巴尼亚暴徒的头目摩西·卡斯（Mossi Kasic）。两人再次被吓得什么都不敢做。
在席格的帮助下，莱恩获得监控设备，用来收集证据收拾摩斯以及一名一直在调查两人的不明人士。萊恩说服贾斯汀当卧底，搜集板条箱里的货运信息罪证。在行动期间，两人发现板条箱装满了SWAT装备核武器，还找到了连通摩西的俱乐部和乔杰餐厅的秘密隧道。迫切的想收购餐厅解释了敲诈的原因。经历过几次与暴徒的近距离接触，两人差点就能逃掉。受够了的贾斯汀坚持要匿名邮寄罪证，但莱恩再次找到人生目标，决心要亲自实现它。两人吵了一架后分道扬镳。
莱恩把证据带给席格，席格建议把证据交给掌权人警探布洛林（Detective Brolin）。出人意料的是，布洛林竟然是摩西的贸易伙伴。相互认出彼此后，莱恩离开了警察局，但掩护被揭开让他突然感到有威胁。与此同时，贾斯汀决定“变得男人”，穿上警服，果断地再次宣传他的游戏。布洛林叫警察杀了贾斯汀，但在不经意间帮助出售游戏。萊恩被人绑架，摩西向贾斯汀发去恐吓短信。不堪重负的贾斯汀向席格坦白一切后寻求他的帮助。他还向席格坦白，自己并不是警察，他以前这样做感到乔茜带着厌恶离开他。
贾斯汀独自进入隧道，而莱恩正陷害摩西，在布洛林和摩西内讧后，摩西开枪打死了布洛林。贾斯汀试图救出他的朋友，但被制服了。席格到场击退了摩西和他的手下並劝勉两人不要做傻事，命令他们在暴徒到场前离开，不要等待增援。但莱恩和贾斯汀不想抛弃他，所以，他們便穿上特警装备去助席格一臂之力。之後，两人成功救下了席格，但席格已丧失行动能力。两人随后独自与摩西和解。但没能把他干掉。幸运的是，席格及时出现朝摩西背部的胸部位置开枪，救出贾斯汀和莱恩。
多亏了两人在搞恶作剧期间获得的信心和动力，贾斯汀已经成为一个成功的游戏设计师，而萊恩从警校毕业后，真正成为了一个不折不扣的洛杉矶警察局警察。贾斯汀向乔茜道歉，得到原谅，两人重新燃起关系。但是萊恩仍然没忘记两人当警察时的乐趣，他说服贾斯汀再次穿上假制服，跟他一起去巡逻。

## 演员
- 杰克·约翰森 飾 莱恩·奥马利
- 小达蒙·威尔斯 飾 贾斯汀·米勒
- 罗布·里格尔 飾 巡警席格
- 妮娜·杜波夫 飾 喬茜
- 詹姆斯·达西 飾 摩西·卡斯
- 基冈-迈克尔·基 飾 柏巴
- 安迪·加西亚 飾 警探布洛林

## 制作
2013年5月电影于乔治亚州亚特兰大开机，7月杀青。

## 发行
电影于2014年8月13日上映，美国评级“R”级，英国评级“12A”级。

### 票房成绩
影片获得票房上的成绩，在北美地区赚到8240万美元，在其他地区赚到5520万美元，共计1.376亿美元，而预算为1700万美元。
影片在周三和周四赢得840万美元的票房，首周末票房1780万美元，落后于《忍者神龟：变种时代》（2850万美元）和《银河护卫队》（2510万美元）。
影片于2014年10月16日在香港上映，首周票房245万港币，位列票房榜第二位，落后于《消失的爱人》。
影片于2014年11月20日在台湾上映，首周票房233万港币，位列票房榜第三位，落后于《星际穿越》和《狂怒》。

### 专业评价
影片获得影评人的普遍负面评价。烂番茄根据71条评论，给予影片18%的新鲜度，平均得分3.8分（满分10分）。共识写道：“小达蒙·威尔斯和杰克·约翰森有着喜剧上的化学反应。不幸的是，《警察游戏》没能用它做出什么事。”Metacritic根据23条评论给予影片30分（满分100分），表示“普遍负面”。
影评人大卫·帕尔默（David Palmer）给予影片7分（满分10分），表示约翰森和小威尔斯的喜剧化学反应塑造了电影。
《时代》将影片列入2014年十大最差电影排行榜，表示“《警察游戏》的最初设置可能有B线的搞笑前提......但相反的是，这个想法被拉伸成一个永无止境的功能，没能让人找到约翰逊和威尔斯之间的化学反应。”
网络电视剧《猥琐传说》（Dick Figures）的剧迷批评电影抄袭该剧“我们是警察！”一集的剧情，两名主角都是假扮警察，而且剧情非常相似。